# État de Bolívar
Pour les articles homonymes, voir Bolívar.
Bolívar est un État du Venezuela. Sa population s'élève à 2 049 653 habitants en 2022. Sa capitale est Ciudad Bolívar, mais la plus grande ville est de loin Ciudad Guayana avec près de 800 000 habitants.

## Histoire

### Colonisation

La province de Guyane, ici "Guayana" en espagnol, en 1810.

Le département de l'Orénoque.

Pendant la période coloniale, le territoire fait partie de la province de Nouvelle-Andalousie (Nueva Andalucía, en espagnol), puis est annexé à la province de Guyane (provincia de Guayana, en espagnol) en 1777, année qui voit la création de la capitainerie générale du Venezuela par le roi d'Espagne Charles III.

### Après l'indépendance de 1811
Alors que l'indépendance de la Grande Colombie dont fait alors partie l'actuel Venezuela est proclamée en 1811, c'est en 1821 que l'État atteint sa plus grande superficie sous le nom de département de l'Orénoque avec pour capitale Angostura, sous le nom de Santo Tomás de la Nueva Guayana de la Angostura del Orinoco, l'actuelle Ciudad Bolívar.
À la séparation du Venezuela de la Grande Colombie, le département redevient province de Guyane jusqu'en 1854 quand celle-ci est rebaptisée province de l'Orénoque avec pour capitale Ciudad Bolívar, qu'elle garde depuis lors. En 1856, le territoire est découpé en deux avec la séparation de l'actuel État d'Amazonas alors « territoire fédéral d'Amazonas » puis la province de Guyane devient en 1864 l'État souverain de Guyane (Estado Soberano de Guayana en espagnol) à la suite de l'arrivée au pouvoir de Juan Crisóstomo Falcón pendant la guerre fédérale.
En 1881, il constitue l'une des neuf divisions territoriales de l'État vénézuélien sous le nom de Grand État de Bolívar, comprenant le Guyana voisin, devenu indépendant depuis et l'État d'Apure. En 1887, l'État de Delta Amacuro est créé de la division de l'État souverain de Guyane, puis en 1899 a lieu l'autonomisation de cette État et de l'Apure. C'est en 1901 et selon la nouvelle Constitution que l'État souverain de Guyane devient État de Bolívar, en hommage à Simon Bolívar, le héros et père de l'indépendance du pays, qui a échafaudé, à Angostura devenue Ciudad Bolívar, ses actions qui mèneront à l'indépendance des pays sous domination espagnole dont le Venezuela, la Bolivie, la Colombie, l'Équateur, le Panama et le Pérou.

### Période contemporaine
Aux élections régionales vénézuéliennes de 2017, les résultats sont publiés trois jours après le scrutin, portant au poste de gouverneur Justo Noguera Pietri, du parti socialiste unifié du Venezuela du président Nicolás Maduro. Son opposant Andrés Velásquez conteste les résultats en dénonçant des fraudes et dépose un recours devant le conseil national électoral, sans succès.

## Géographie

### Milieux naturels et environnement
Le Parc national indigène populaire Caura est créé en 2017. Espace vierge de 7,5 millions d’hectares (20 % de l'État du Bolivar), sept ethnies indigènes y vivent – Yekwana, Sanema Hoti, Pemón, Hivi (Guajibo), Eñepa et Kariñas. Le parc est considéré par le Programme des Nations unies pour l'environnement (PNUE) comme la zone forestière humide protégée la plus grande du monde.

## Démographie, société et religions

### Démographie
Selon l'Institut national de la statistique (Instituto Nacional de Estadística en espagnol), la population a augmenté de 16,32 % entre 2001 et 2011 et s'élève à 1 413 115 habitants lors de ce dernier recensement :
| 2001      | 2011      |
| --------- | --------- |
| 1 214 846 | 1 413 115 |

## Administration et politique

### Subdivisions
L'État est divisé en 11 municipalités totalisant 38 paroisses civiles et 7 sections capitales. La législation n'accorde pas le titre de paroisse mais de Sección Capital en espagnol, ou « section capitale » en français, à certains des territoires qui comprennent le chef-lieu de la municipalité ; ce territoire sera identifié dans ce présent tableau par le nom en italiques suivi d'une astérisque :
| Municipalité          | Localisation | Chef-lieu             | Nombre de divisions territoriales (paroisses civiles + section capitale) | Paroisses civiles et sections capitales * (capitales) | Population (2001) | Population (2011) |
| --------------------- | ------------ | --------------------- | ------------------------------------------------------------------------ | --- | ----------------- | ----------------- |
| Bolivariano Angostura |              | Ciudad Piar           | 4 (3 + 1)                                                                | - Barceloneta (La Paragua) - San Francisco (San Francisco) - Santa Bárbara (Santa Bárbara de Centurión) - Section capitale Angostura * (Ciudad Piar) | 30 062            | 40 927            |
| Caroní                |              | Ciudad Guayana        | 11                                                                       | - Cachamay (Ciudad Guayana) - Cinco de Julio (Moruca) - Chirica (Ciudad Guayana) - Dalla Costa (Ciudad Guayana) - Once de Abril (Ciudad Guayana) - Pozo Verde (Pozo Verde) - Simón Bolívar (Ciudad Guayana) - Unare (Ciudad Guayana) - Universidad (Ciudad Guayana) - Vista al Sol (Ciudad Guayana) - Yocoima (El Rosario) | 646 541           | 706 736           |
| Cedeño                |              | Caicara del Orinoco   | 6 (5 + 1)                                                                | - Altagracia (Las Bonitas) - Ascención Farreras (Santa Rosalía) - Guaniamo (El Milagro) - La Urbana (La Urbana) - Pijiguaos (Morichalito) - Section capitale Cedeño * (Caicara del Orinoco) | 57 917            | 67 000            |
| El Callao             |              | El Callao             | 0                                                                        | (aucune) | 17 410            | 21 769            |
| Gran Sabana           |              | Santa Elena de Uairén | 2 (1 + 1)                                                                | - Ikabarú (Ikabarú) - Section capitale Gran Sabana * (Santa Elena de Uairén) | 9 220             | 28 450            |
| Heres                 |              | Ciudad Bolívar        | 9                                                                        | - Agua Salada (Ciudad Bolívar) - Catedral (Ciudad Bolívar) - José Antonio Páez (Ciudad Bolívar) - Marhuanta (Ciudad Bolívar) - Orinoco (Almacén) - Panapana (San José de Bongo) - La Sabanita (Ciudad Bolívar) - Vista Hermosa (Ciudad Bolívar) - Zea (La Carolina)                                                        | 292 833           | 342 280           |
| Padre Pedro Chien     |              | El Palmar             | 0                                                                        | (aucune) | 12 194            | 15 488            |
| Piar                  |              | Upata                 | 3 (2 + 1)                                                                | - Andrés Eloy Blanco (El Pao de El Hierro) - Pedro Cova (El Manteco) - Section capitale Piar * (Upata) | 89 410            | 98 274            |
| Roscio                |              | Guasipati             | 2 (1 + 1)                                                                | - Salom (El Miamo) - Section capitale Roscio * (Guasipati) | 18 831            | 21 750            |
| Sifontes              |              | Tumeremo              | 3 (2 + 1)                                                                | - Dalla Costa (El Dorado) - San Isidro (Las Claritas) - Section capitale Sifontes * (Tumeremo) | 26 947            | 50 082            |
| Sucre                 |              | Maripa                | 5 (4 + 1)                                                                | - Aripao (Aripao) - Guarataro (Guarataro) - Las Majadas (Las Majadas) - Moitaco (Moitaco) - Section capitale Sucre * (Maripa) | 13 481            | 20 359            |
| Total                 |              |                       | 45 (38 + 7)                                                              | | 1 214 846         | 1 413 115         |

### Organisation des pouvoirs
Le pouvoir exécutif est l'apanage du gouverneur. L'actuel gouverneur est Ángel Bautista Marcano depuis le 22 novembre 2021.
| Photo | Scrutin | Période                               | Nom du gouverneur      | Parti politique  | Résultat électoral | Notes             |
| ----- | ------- | ------------------------------------- | ---------------------- | ---------------- | ------------------ | ----------------- |
|       | 1989    | 1989-1992                             | Andrés Velásquez       | La Causa Radical | 40.30 %            |                   |
|       | 1992    | 1992-1995                             | Andrés Velásquez       | La Causa Radical | 63.36 %            |                   |
|       | 1995    | 1995-1998                             | Jorge Carvajal         | AD               | 49.41 %            |                   |
|       | 1998    | 1998-2000                             | Jorge Carvajal         | AD               | 50.84 %            |                   |
|       | 2000    | 2000-2004                             | Antonio Rojas Suárez   | MVR              | 63.68 %            |                   |
|       | 2004    | 2004-2008                             | Francisco Rangel Gómez | MVR              | 58.85 %            |                   |
|       | 2008    | 2008-2012                             | Francisco Rangel Gómez | PSUV             | 47.38 %            |                   |
|       | 2012    | 2012-2017                             | Francisco Rangel Gómez | PSUV             | 43.53 %            |                   |
|       | 2017    | 2017 - 21 novembre 2021               | Justo Noguera Pietri   | PSUV             | 49.09 %            |                   |
|       | 2021    | Depuis le 22 novembre 2021 (en cours) | Ángel Bautista Marcano | PSUV             | 42.10 %            | Actuel gouverneur |

### Secteur tertiaire

#### Tourisme
Parmi les éléments d'intérêts touristiques, peuvent être cités le parc National Canaima, les chutes Angel, les tepuys du mont Roraima et de Sarisariñama, la formation végétale de la Gran Sabana, la communauté indigène de Kavanayen et la localité de Santa Elena de Uairen.

## Sources
- (es) Cet article est partiellement ou en totalité issu de l’article de Wikipédia en espagnol intitulé « Estado Bolívar » (voir la liste des auteurs).
- (es) Cet article est partiellement ou en totalité issu de l’article de Wikipédia en espagnol intitulé « Anexo:Gobernador de Bolívar » (voir la liste des auteurs).